# Giovanni Battista Orsini (cardinale)
Giovanni Battista Orsini (Roma, 1450 circa – Roma, 22 febbraio 1503) è stato un cardinale e vescovo cattolico italiano.
Era figlio di Lorenzo Orsini, signore di Monte Rotondo, e di Clarice Orsini, sorella del cardinale Latino Orsini.
Apparteneva quindi ad uno dei più prestigiosi casati di Roma, gli Orsini, che avevano dato (e avrebbero dato in futuro) papi e cardinali alla Chiesa cattolica.

## Biografia
Della sua educazione ed infanzia poco si conosce ad eccezione del fatto che la posizione sociale rilevante della sua famiglia lo favorì certamente nella sua carriera ecclesiastica, venendo egli nominato ancora molto giovane alla carica di chierico della camera apostolica, uditore della Sacra Rota e canonico del capitolo della Basilica del Laterano. Nel 1477 suo zio Latino Orsini rinunciò alla commenda del Monastero benedettino di San Salvatore Maggiore presso Rieti e poco dopo Giovanni Battista venne nominato protonotario apostolico.
Dopo essere stato abate di Farfa nel 1482, nel concistoro del 15 novembre 1483 fu nominato cardinale diacono da Papa Sisto IV, ricevendo la diaconia di Santa Maria in Domnica. Già nel 1484 partecipava al conclave che elesse Innocenzo VIII. Gli Orsini furono ostili a papa Cybo, ma Giovan Battista dette sin d'ora prova delle proprie qualità di paciere, evitando una frattura troppo netta tra il Papato e la sua famiglia. Alla fine dell'anno fu nominato legato papale per la Marca anconetana ed il 22 gennaio 1485 ottenne dal pontefice il permesso di fortificare la regione per resistere agli attacchi continui dei Turchi. Rientrò a Roma nel 1486 per cercare di ricomporre il dissidio creatosi fra la famiglia Orsini ed il papa. Alla fine del 1488 rinunciò alla diaconia di Santa Maria in Domnica, optando per quella di Santa Maria Nuova.
Nel 1490 fu nominato amministratore apostolico dell'arcidiocesi di Taranto, carica che mantenne fino al 1498. Il 3 agosto 1492 ebbe il compito di ricevere a Roma il cardinale Maffeo Gherardi, patriarca di Venezia, e si preoccupò di scortarlo nella sacrestia della basilica di San Pietro ove era riunito il Sacro Collegio dei Cardinali durante il periodo di sedivacanza. Sostenitore dell'elezione di Rodrigo Borgia al soglio pontificio, partecipò al conclave del 1492. Borgia divenne papa con il nome di Alessandro VI. Quest'ultimo donò all'Orsini un palazzo romano, il castello di Soriano e quello di Monticelli. Alessandro VI lo nominò nuovamente legato della Marca Anconetana, carica che mantenne fino al 1500, quando fu nominato legato pontificio a Bologna e vescovo di Cartagena ad commendam, commenda che tenne fino al marzo dell'anno successivo. Un mese prima aveva lasciato la diaconia di Santa Maria Nuova, optando per il titolo cardinalizio dei Santi Giovanni e Paolo (titolo di cardinale-presbitero).
Il 12 marzo 1493 Giovanni Battista Orsini venne ordinato sacerdote nella sua chiesa titolare romana. Si astenne successivamente dal visitare re Carlo VIII di Francia quando fece il suo ingresso a Roma il 31 dicembre 1494, preferendo rifugiarsi col pontefice a Castel Sant'Angelo il 7 gennaio 1495. Eletto Camerlengo del Sacro Collegio dei Cardinali il 21 gennaio 1495, fu assente da Roma per alcuni giorni nel marzo 1495 per poi accompagnare il papa ad Orvieto il 27 maggio 1495 quando l'esercito francese stava avvicinandosi a Roma; i due, assieme al resto della corte pontificia, tornarono in Vaticano il successivo 27 giugno. A Roma, nel settembre del 1498, venne nominato arciprete della Basilica di Santa Maria Maggiore.
Nel settembre 1499 fu nominato legato pontificio presso il re di Francia, Luigi XII, a Milano. Il 22 maggio del 1500 dismise la commenda del monastero di San Lorenzo in favore del nipote Aldobrandini di Pitigliano. Lasciò la sua legazione della Marca Anconetana il 29 luglio 1500 e venne nominato legato a Bologna. La partecipazione ad una riunione della famiglia Orsini presso il lago Trasimeno, nel corso della quale si discusse, senza risultati, una cospirazione contro Alessandro VI, gli valse l'ordine di arresto da parte di quest'ultimo, che lo fece imprigionare dapprima a Tor di Nona e poi, il 3 gennaio 1503, a Castel Sant'Angelo, dove morì avvelenato venti giorni dopo. Il pontefice ordinò a due medici di redigere un documento in cui si certificava la morte per cause naturali e fece organizzare per il cardinale delle esequie solenni. Le sue spoglie furono inumate nella chiesa di San Salvatore in Lauro, prospiciente il castello.

## Stemma
| Immagine | Blasonatura |
| -------- | --- |
| \| \|    | Giovanni Battista Orsini Cardinale bandato d'argento e di rosso; al capo del primo caricato d'una rosa di rosso, sostenuto d'una trangla cucita d'oro, caricata d'una anguilla serpeggiante in fascia di verde (Orsini). Lo scudo, accollato a una croce astile patriarcale d'oro, posta in palo, è timbrato da un cappello con cordoni e nappe di rosso. Le nappe, in numero di trenta, sono disposte quindici per parte, in cinque ordini di 1, 2, 3, 4, 5. |
|          | |

## Ascendenza
|                                            |                                        |                                           | Genitori                                                    |  |  | Nonni |  |  | Bisnonni                                     |  |  | Trisnonni                                    |  |
|                                            |                                        |                                           |                                                             |  |  |       |  |  | Francesco Orsini, IV signore di Monterotondo |  |  | Giordano Orsini, III signore di Monterotondo |  |
|                                            |                                        |                                           |                                                             |  |  |       |  |  | Francesco Orsini, IV signore di Monterotondo |  |  | Giordano Orsini, III signore di Monterotondo |  |
|                                            |                                        | Anastasia Orsini di Nola                  |                                                             |  |  |       |  |  | Francesco Orsini, IV signore di Monterotondo |  |  |                                              |  |
| Orso Orsini, V signore di Monterotondo     |                                        |                                           |                                                             |  |  |       |  |  | Francesco Orsini, IV signore di Monterotondo |  |  |                                              |  |
|                                            |                                        | Costanza Aldobrandeschi                   | Nicola Aldobrandeschi                                       |  |  |       |  |  |                                              |  |  |                                              |  |
|                                            |                                        | Costanza Aldobrandeschi                   | Nicola Aldobrandeschi                                       |  |  |       |  |  |                                              |  |  |                                              |  |
|                                            |                                        | Costanza Aldobrandeschi                   | …                                                           |  |  |       |  |  |                                              |  |  |                                              |  |
| Lorenzo Orsini, co-signore di Monterotondo |                                        | Costanza Aldobrandeschi                   |                                                             |  |  |       |  |  |                                              |  |  |                                              |  |
|                                            |                                        | Ildebrandino Conti, signore di Valmontone | Giovanni Conti                                              |  |  |       |  |  |                                              |  |  |                                              |  |
|                                            |                                        | Ildebrandino Conti, signore di Valmontone | Giovanni Conti                                              |  |  |       |  |  |                                              |  |  |                                              |  |
|                                            |                                        | Ildebrandino Conti, signore di Valmontone | Cecca da Ceccano                                            |  |  |       |  |  |                                              |  |  |                                              |  |
| Lucrezia Conti                             |                                        | Ildebrandino Conti, signore di Valmontone |                                                             |  |  |       |  |  |                                              |  |  |                                              |  |
|                                            |                                        | Caterina di Sangro                        | Nicolò I di Sangro, signore di Bugnara                      |  |  |       |  |  |                                              |  |  |                                              |  |
|                                            |                                        | Caterina di Sangro                        | Nicolò I di Sangro, signore di Bugnara                      |  |  |       |  |  |                                              |  |  |                                              |  |
|                                            |                                        | Caterina di Sangro                        | …                                                           |  |  |       |  |  |                                              |  |  |                                              |  |
| Giovanni Battista Orsini                   |                                        | Caterina di Sangro                        |                                                             |  |  |       |  |  |                                              |  |  |                                              |  |
|                                            | Giovanni Orsini, V signore di Vicovaro | Francesco Orsini, IV signore di Vicovaro  |                                                             |  |  |       |  |  |                                              |  |  |                                              |  |
|                                            | Giovanni Orsini, V signore di Vicovaro | Francesco Orsini, IV signore di Vicovaro  |                                                             |  |  |       |  |  |                                              |  |  |                                              |  |
|                                            | Giovanni Orsini, V signore di Vicovaro | Giovanna Caracciolo                       |                                                             |  |  |       |  |  |                                              |  |  |                                              |  |
| Carlo Orsini, I signore di Bracciano       | Giovanni Orsini, V signore di Vicovaro |                                           |                                                             |  |  |       |  |  |                                              |  |  |                                              |  |
|                                            |                                        | Bartolomea Spinelli                       | Nicola Spinelli, I conte di Gioia                           |  |  |       |  |  |                                              |  |  |                                              |  |
|                                            |                                        | Bartolomea Spinelli                       | Nicola Spinelli, I conte di Gioia                           |  |  |       |  |  |                                              |  |  |                                              |  |
|                                            |                                        | Bartolomea Spinelli                       | Simona della Marra                                          |  |  |       |  |  |                                              |  |  |                                              |  |
| Clarice Orsini di Bracciano                |                                        | Bartolomea Spinelli                       |                                                             |  |  |       |  |  |                                              |  |  |                                              |  |
|                                            |                                        | Giacomo Orsini, V conte di Tagliacozzo    | Giovanni Orsini di Tagliacozzo                              |  |  |       |  |  |                                              |  |  |                                              |  |
|                                            |                                        | Giacomo Orsini, V conte di Tagliacozzo    | Giovanni Orsini di Tagliacozzo                              |  |  |       |  |  |                                              |  |  |                                              |  |
|                                            |                                        | Giacomo Orsini, V conte di Tagliacozzo    | Nicoletta Orsini di Pitigliano                              |  |  |       |  |  |                                              |  |  |                                              |  |
| Paola Gironima Orsini di Tagliacozzo       |                                        | Giacomo Orsini, V conte di Tagliacozzo    |                                                             |  |  |       |  |  |                                              |  |  |                                              |  |
|                                            |                                        | Isabella da Marzano                       | Giacomo da Marzano, I duca di Sessa e IV conte di Squillace |  |  |       |  |  |                                              |  |  |                                              |  |
|                                            |                                        | Isabella da Marzano                       | Giacomo da Marzano, I duca di Sessa e IV conte di Squillace |  |  |       |  |  |                                              |  |  |                                              |  |
|                                            |                                        | Isabella da Marzano                       | Caterina Sanseverino                                        |  |  |       |  |  |                                              |  |  |                                              |  |
|                                            |                                        | Isabella da Marzano                       |                                                             |  |  |       |  |  |                                              |  |  |                                              |  |